# Begonia itaguassuensis
Begonia itaguassuensis é uma espécie da flora de Brasil pertencente à família Begoniaceae.

## Taxonomia
Begonia itaguassuensis foi nomeada pelo botânico alemão Alexander Curt Brade, descrito em Arquivos do Jardim Botânico do Rio de Janeiro 8: 234, pl. 7, e publicado em 1948.

## Conservação
O Governo do Estado do Espírito Santo incluiu em 2005 B. itaguassuensis em sua primeira lista de espécies ameaçadas de extinção, por intermédio do Decreto nº 1.499-R, classificando-a como uma espécie "Em perigo".